# Tvrđava Brod
Tvrđava Brod barokna je pogranična tvrđava na rijeci Savi, a ujedno i spomenik nulte kategorije i znamenitost Slavonskog Broda koja čini njegovu jezgru. 
U Brodu, jednom od važnih strateških i prometnih mjesta koje je nadziralo najvažniji prijelaz na Savi prema Bosni i povezivalo glavne trgovačke putove, između 1715. – 1780. godine izgrađena je velika Carska i kraljevska slavonska pogranična tvrđava Brod.
Svojim protežnostima, ovaj je barokni sklop utvrda najveća građevina svoje vrste u Hrvatskoj, a među većima u Europi. Tvrđavu je pod punom spremnošću moglo braniti 4 000 vojnika, a pričuve vode i živeži omigućivale su izdržavanje i tridesetodnevne opsade. Na bedemima i bastionima bilo je 150 topova. Unutar kvadratnog prostora tvrđave podignute su tri vojarne i kapela svete Ane, barokno djelo Hildebranta. Rezidencija unutar utvrde služila je i kao rezidencija suvremene velikaške obitelji iz drugog ogranka loze Zrinskih.

## Arhitektura
Kvadratna tvrđava s hornwerkom prema rijeci Savi i ravelinima na tri preostale strane građena je od 1715. g. prema projektima Willera i Perette, a po izravnom nalogu princa Eugena Savojskog u jeku priprema za rat s Turskom (1716. – 1717.). Neobično velike protežnosti tvrđavskog kvadrata proistekle su iz Willerove analize dimenzija zatečenog utvrđenog gradskog naselja Brod, na koje je nova tvrđava izravno naslonjena. Drugu fazu gradnje Tvrđave obilježava niz intervencija od 1726. do 1731. g. glavnog projektanta svih tvrđava na Granici, Nicolausa Doxata de Demoreta, velikog nastavljača nizozemske fortifikacijske škole Mennoa van Coehorna, porijeklom Švicarca. Doxat je dodavanjem vanjskog prstena, sastavljenog od naizmjeničnih lineta i kontragardi preobrazio Tvrđavu u zvjezdasto utvrđenje jedinstvenih osobina u povijesti fortifikacijske arhitekture 18. st. 
Na početku vladavine carice Marije Terezije u središnjoj točki Tvrđave izgrađena je 1743. g. zalaganjem vojnog zapovjednika Slavonije Ascania de Guadagnija i vjerojatno prema projektu Johanna Lucasa von Hildebrandta tvrđavska crkva sv. Ane, završna interpretacija arhitekture Vignoline crkve sv. Ane della Palafrenieri u Vatikanu. Tlocrtno izduženog osmerokuta s vratima na četiri strane i oltarom u sredini ova jedinstvena sakralna građevina služila je za vojničke rituale odlaska vojnika-graničara Brodske pukovnije na daleka bojišta, osobito u vrijeme Rata za austrijsko nasljedstvo i Sedmogodišnjeg rata. 
Treću fazu gradnje Tvrđave od 1766. – 1784. obilježava izgradnja golemog Kavalira, utvrđene vojarne s kazamatima na dva kata, postavljene u tri krila oko središnjeg tvrđavskog "paradnog trga". Tvrđava je presudno utjecala na razvoj gradskog naselja Brod, ne samo u 18., nego također i u 19,. stoljeću, sve do okupacije Bosne i Hercegovine 1879. g., ograničavajući razvitak grada zabranom izgradnje zidanih kuća u gradu, obvezom preseljenja kuća na veću udaljenost od tvrđave u slučaju rata te stalnim ograničavanjem gradske samouprave. Prestankom strateške važnosti njenog položaja započela je razgradnja tvrđave, osobito početkom 20. stoljeća, ali je njen prostor sve do 1991. g. služio za manju inženjerijsku vojarnu. Od 1995. g. Tvrđava je poklonjena Gradu Slavonskom Brodu koji je od tada obnavlja i uređuje kao dio proširenog središta grada. 

## Tvrđava danas
Godine 1995. osmišljen je i započet, projekt obnove do tada teško zapuštenog i većim dijelom razgrađenog prostora nekadašnje Tvrđave. Autori projekta su Stjepan Lončarić. arh. i Zlatko Uzelac urbanist, te Ivica Leder, Antun Diklić i Ivica Kiš, arhitekti (svi iz Zagreba). Projekt je iniciran osobitom zaslugom Verice Vukelić, tadašnje pročelnice za društvene djelatnosti Grada Slavonskog Broda uz podršku gradonačelnika Mate Vukelića, te kasnije nastavljen u vrijeme gradonačelnika Joze Metera i sadašnjeg gradonačelnika Mirka Duspare.
Specifičnost je projekta da nije zamišljena obnova Tvrđave, nego obnova njene fascinantne, prvenstveno urbanističke forme, ali s potpuno novim i pažljivo razmještenim sadržajima novog dijela centra grada za 21.stoljeće, uz puno prvenstvo konzervatorskog i ekološkog pristupa. S tim ciljem nekadašnja Časnička vojarna na Hornwerku postala je nova Gradska vječnica i Gradski "magistrat", sjedište gradske uprave, nekadašnji Dom vojske Glazbenom školom, a Slavonska vojarna u središnjem dijelu Tvrđave Klasičnom gimnazijom, dok je u jednoj šestini Kavalira uređena Galerija kipara Branka Ružića i reprezentativnom kolekcijom suvremene umjetnosti iz njegove zbirke. U preostalom, središnjem i istočnom dijelu Kavalira planirano je uređenje velikog "Muzeja Granice", središnje nacionalne institucije za prezentaciju povijesnog fenomena Vojne Granice kao i nacionalne baštine (prvenstveno barokne) fortifikacijske arhitekture. U kazamatima preostalih kurtina (na zapadnoj, istočnoj i sjevernoj strani predviđeno je uređenje specifičnih trgovačkih prostora, od kojih je realiziran dio "Ulice obrta" u zapadnoj kurtini (tradicionalna kovačnica na mjestu nekadašnje vojničke, apoteke i td.).
Godina 1996., 1997. i 1998., ponovo je iskopan veći dio središnjeg opkopa Tvrđave. Zemlja iz opkopa vraćena je na nasipe bastiona (jugoistočnog bastiona sv.Mihaela, jugozapadnog sv. Eugena, te sjeveroistočnog sv.Elizabete), koji su uređeni prvenstveno kao elementi parkovske arhitekture, a 2007. g. uz pomoć inženjerijske jedinice Hrvatske vojske očišćen je i opkop uz četvrti, sjeverozapadni bastion sv. Karla, te uređen i taj bastion u skladu s ostalima. Preostao je, međutim, još iskop dijela glavnog opkopa pred zapadnom kurtinom, opkopa uz Hornwerk, drvenih mostova, te osobito geometrizirane mreže kanala vanjskih opkopa na sjevernoj i zapadnoj strani koji su nekoć formirali veliku zvjezdastu formu Tvrđave. U tom vanjskom, sada potpuno razrušenom prstenu Tvrđave, na zapadnoj strani planiran je rekreacijsko - sportski centar s igralištima na obnovljenom zemljanom nasipu zapadnog ravelina, odnosno pojedinih kontragarda i lineta, smještenih između mreže obnovljenih kanala, a na sjevernoj strani u isto tako zamišljenom obnovljenom ambijentu mreže kanala težište je na projektu tri naoko jednake suvremene građevine (projekt arh. Antun Diklić) u vanjskoj formi i na mjestu kontragardi, ali s različitim suvemenim sadržajima (Dom umirovljenika u sjeverozapadnoj kontragardi, prošireni prostori susjednog postojećeg dječjeg vrtića, odnosno škole u sjevernoj, te prostora za male sportove u sjeveroistočnoj kontragardi u središtu rekreacijskog centra Klasija.
Na temelju konzervatorske studije i projekta obnove (Zlatko Uzelac, Davorin Stepinac, Marijana Vojtić, Institut za povijest umjetnosti iz Zagreba) 2009. g. iz temelja je obnovljena tvrđavska crkva sv. Ane, a tijekom 2010 dovršava se uređenje unutrašnjosti.

## Vanjske poveznice
|  | Zajednički poslužitelj ima još gradiva o temi Tvrđava Brod |

- Tvrđava Brod  Arhivirana inačica izvorne stranice od 27. svibnja 2009. (Wayback Machine)